# Malte Gårdinger
Lars Malte Isidor Myrenberg Gårdinger (Stoccolma, 23 luglio 2000) è un attore svedese.
È il figlio del personaggio televisivo e modello svedese Pontus Gårdinger.
Nel 2021 ha interpretato il ruolo di August nella serie televisiva di Netflix chiamata Young Royals. Con NONNI, ha anche pubblicato un singolo chiamato "Nära vän" sotto il nome di GIBBON.

## Filmografia

### Cinema
- Sune i fjällen, regia di Gustaf Åkerblom (2014)
- #will, regia di Per Sundström e Catti Edfeldt - cortometraggio (2016)
- Fate, regia di Anton Forsdik - cortometraggio (2017)
- Triangle of Sadness, regia di Ruben Östlund (2022)
- The Ugly Stepsister, regia di Emilie Blichfeldt (2025)

### Televisione
- Jordskott – serie TV, 2 episodi (2017)
- Sjukt oklar – serie TV, 4 episodi (2020)
- Omicidi a Sandhamn (Morden i Sandhamn) – serie TV, 2 episodi (2020)
- Skitsamma – serie TV, 9 episodi (2021)
- Gåsmamman – serie TV, 4 episodi (2021)
- Young Royals – serie TV, 18 episodi (2021-2024)

## Riconoscimenti
- 2017 – Birmingham Film Festival
  - Premio della Giuria per Fate (con Harald Ankarcrona, Sarah Runa, Odin Romanus e Fanny Forsdik)
- 2017 – Indie Gathering International Film Festival
  - Nomination Miglior attore per #will
- 2017 – Västeras Film Festival
  - Rising Star per #will
- 2018 – Hamilton Film Festival
  - Nomination Miglior attore per #will